# 曾斯維爾鎮區 (伊利諾伊州蒙哥馬利縣)
曾斯維爾鎮區（英語：Zanesville Township）是位於美國伊利諾伊州蒙哥馬利縣的一個行政鎮區。

## 地方資料
根據2010年美國人口普查的數據，曾斯維爾鎮區的面積為95.50平方千米，當中陸地面積為94.90平方千米，而水域面積為0.60平方千米。當地共有人口470人，而人口密度為每平方千米4.92人。